# Powrót pułkownika Sharpe’a
Powrót pułkownika Sharpe’a (ang. Sharpe’s Peril) – brytyjski telewizyjny film historyczny z 2008 roku. Film jest częścią cyklu filmów o Richardzie Sharpie, zrealizowanego na podstawie serii powieści o tej postaci autorstwa Bernarda Cornwella.

## Treść
Indie, I poł. XIX wieku. Richard Sharpe i Patrick Harper eskortują francuską damę do fortu w Kalimgong, gdzie stacjonuje jej narzeczony, major Joubert. Po drodze łączą się z konwojem złożonym z żołnierzy brytyjskich, zmierzającym do Madrasu. Wkrótce zostają zaatakowani przez rozbójników lokalnego bandyty Chitu. Sharpe, jako najbardziej doświadczony oficer, zmuszony jest objąć dowodzenie nad konwojem.

## Główne role
- Sean Bean – Richard Sharpe
- Beatrice Rosen – Marie-Angelique Bonnet
- Raza Jaffrey – Lance Naik Singh
- Charles Venn – Deever
- Daragh O’Malley – Patrick Harper
- Nandana Sen – Maharani Padmini
- Velibor Topic – Pułkownik Dragomirov
- Caroline Carver – Pani Tredinnick